# Clube Recreativo Desportivo Libolo
Maillots
Actualités
Le Clube Recreativo Desportivo Libolo est un club angolais de football basé à Libolo.

## Palmarès
- Championnat d'Angola (4)
  - Champion : 2011, 2012, 2014 et 2015

- Taça Angola (1) 
  - Vainqueur en 2016
  - Finaliste en 2008

- Supercoupe d'Angola  (2)
  - Vainqueur : 2015 et 2016
  - Finaliste : 2012 et 2013

## Anciens joueurs
- Édson Nobre